# Bert Smorenburg
Bert Smorenburg (Rotterdam, 1966) is een Nederlands producer/arrangeur en componist van pop- en kindermuziek. Hij is ook een live- en studiotoetsenist.
Smorenburg heeft sedert enkele jaren een volledige opnamestudio, waar hij muziek componeert en opneemt. Ook verzorgt hij de mixage voor cd's.
In 1997 maakte Smorenburg, in samenwerking met Aad van Toor, de achtergrondmuziek voor een aantal Bassie en Adriaan-series. Deze muziek werd toegevoegd aan de oudere series tijdens de nabewerkingen. 
Smorenburg heeft muziek verzorgd voor onder anderen Lee Towers, Frans Bauer, Kees Prins, Herman Brood, Total Touch en Yulduz Usmonova.